# José Moreno Hernández
José Moreno Hernández (French Camp, 7 agosto 1962) è un ex astronauta e ingegnere statunitense. Ha partecipato alla missione spaziale Shuttle STS-128 come Specialista di missione.
Dal 2021 è un reggente dell'Università della California.
Hernández è stato assegnato all'equipaggio della missione Space Shuttle STS-128. Ha servito anche come capo del ramo Materiali e processi del Johnson Space Center. Hernández aveva precedentemente sviluppato apparecchiature per la mammografia digitale a campo pieno presso il Lawrence Livermore National Laboratory.
Nell'ottobre 2011, Hernández, su spinta del presidente Barack Obama, si è candidato al Congresso per il Democratico nel 10º distretto congressuale come candidato alla camera dei Deputati. Ha vinto la nomination democratica, ma ha perso le elezioni generali del 2012 contro il deputato in carica Jeff Denham.
La storia di Hernández è il racontata nel film biografico A Million Miles Away del 2023 in cui è interpretato da Michael Peña.

## Gioventù
Hernández naque a French Camp in California, ma considera Stockton, sempre in California, la sua città natale. La sua famiglia è originaria di La Piedad, Michoacán, in Messico. In una conversazione avuta il 25 Agosto 2009 con il Presidente del Messico Felipe Calderón, Hernández affermò che da bambino viveva per la metà dell’anno a La Piedad e per metà negli Stati Uniti. Da bambino, Hernández ha lavorato insieme alla sua famiglia e ad altri contadini nei campi della California, raccogliendo raccolti e trasferendosi da una città all'altra. Ha frequentato molte scuole e ha imparato a parlare inglese solo all'età di 12 anni. Il suo primo ricordo dello spazio riguarda la regolazione della televisione per guardare la missione Apollo 17 nel 1972.

## Carriera scolastica
José Hernández ha partecipato all'Upward Bound durante il liceo, un programma federale TRIO che prepara gli studenti al college. Si è diplomato alla Franklin High School di Stockton. José Hernández era uno studente universitario di prima generazione che si è laureato con una laurea e un master. Ha conseguito una laurea specialistica in ingegneria elettrica presso il Pacific Union College nel 1984. Nel 1986, Hernández ha conseguito un Master of Science in ingegneria elettrica e ingegneria informatica presso l'Università della California, Santa Barbara. Mentre era al college, è stato coinvolto nel programma MESA (Mathematics, Engineering, Science Achievement Mathematics, Engineering, Science Achievement), un programma di preparazione accademica che fornisce supporto agli studenti provenienti da contesti svantaggiati dal punto di vista educativo in modo che possano raggiungere quattro- lauree annuali in settori scientifici, tecnologici, ingegneristici o matematici (STEM).

## Carriera da ingegnere
Hernández ha lavorato dal 1990 al 2001 presso il Lawrence Livermore National Laboratory a Livermore in California. 
Mentre era lì, Hernández, insieme a un collega commerciale, sviluppò il primo dispositivo di immagini digitali per la mammografia. 
La presente invenzione aiuta nella diagnosi precoce del cancro al seno.

## NASA

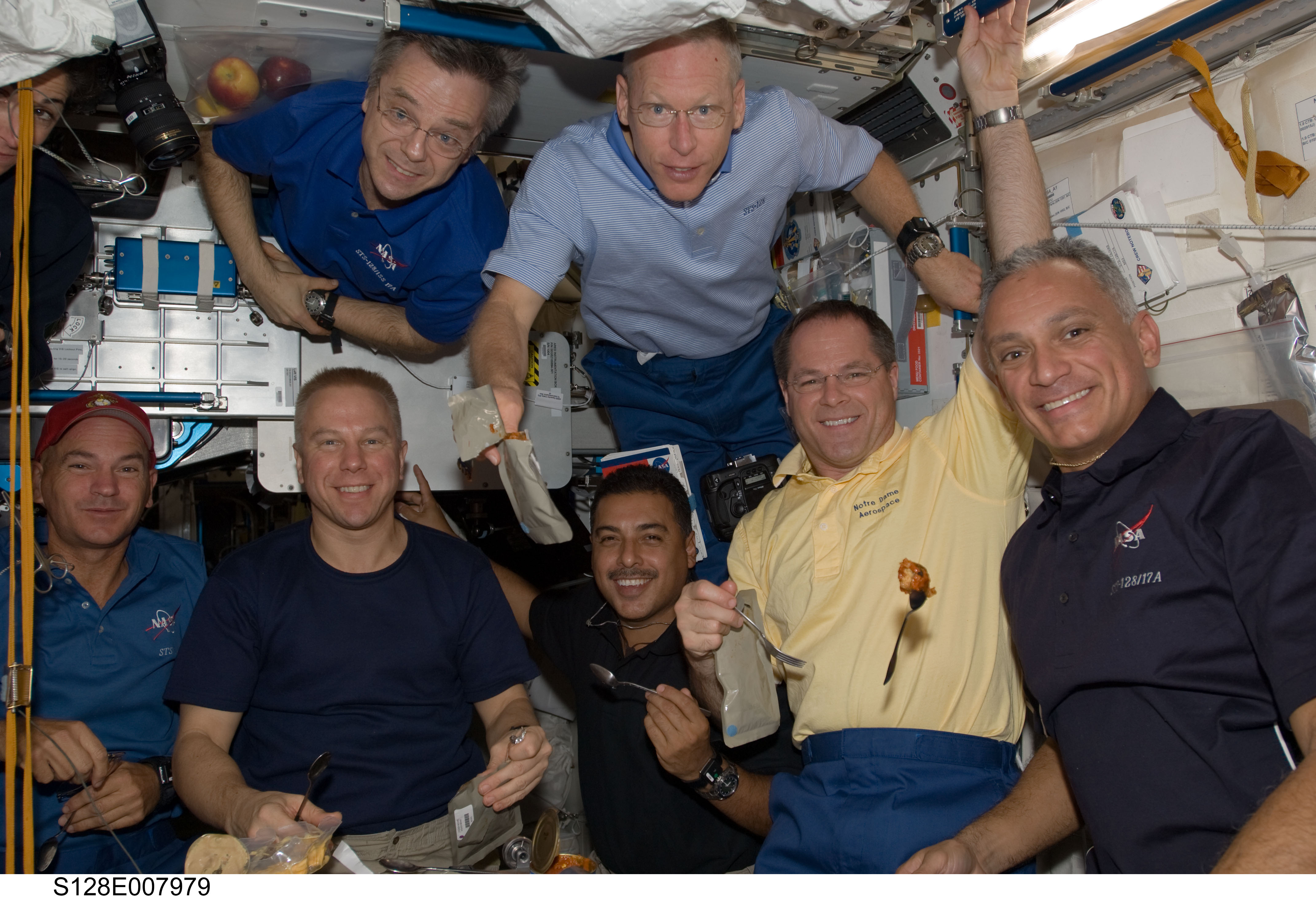
Hernández (al centro in basso) all'interno del Node 1 della ISS durante la missione STS-128

Nel 2001, Hernández si è unito al Johnson Space Center, a Houston, in Texas.
Dopo tre anni e dopo essere stato rifiutato undici volte per l'addestramento degli astronauti dalla NASA, Hernández è stato selezionato nel maggio 2004. Nel febbraio 2006 ha completato l'addestramento per candidati astronauti che includeva briefing scientifici e tecnici, istruzioni intensive sui sistemi Shuttle e sulla Stazione spaziale internazionale, addestramento fisiologico, addestramento al volo su T-38 e addestramento su Sopravvivenza, evasione, resistenza e fuga. Dopo aver completato questo addestramento iniziale, Hernández è stato assegnato allo Shuttle Branch per supportare le operazioni del Kennedy Space Center a supporto dei preparativi per il lancio e l'atterraggio dello shuttle.
Nel maggio 2007, Hernández ha prestato servizio come aquanauta durante la missione NEEMO 12 a bordo della Aquarius Reef Base, vivendo e lavorando sott'acqua per undici giorni.
Hernández ha svolto vari incarichi tecnici fino alla sua selezione, il 15 luglio 2008, come specialista di missione nella missione STS-128, lanciata il 28 agosto 2009. Mentre era in orbita, Hernández è diventato la prima persona usare la lingua spagnola nello spazio per twittare.
La missione STS-128 ha concluso il suo viaggio di 13 giorni l'11 settembre 2009, presso la Edwards Air Force Base, California, alle 17:53 PDT.

## Campagna politica
Durante l'estate del 2009, Hernández disse allo Stockton Record che avrebbe preso in considerazione l'idea di non candidarsi contro il collega democratico Dennis Cardoza nel suo distretto con sede a Stockton.
Hernández ha annunciato al Pacific Union College il 29 settembre 2011, che al fianco del presidente Barack Obama stava considerando di candidarsi per la Camera dei rappresentanti degli Stati Uniti, ufficializzerà la sua decisione l'11 ottobre 2011. Ha annunciato la sua candidatura come promesso l'11 ottobre tramite Twitter inserendo il link al sito web della sua campagna. Hernández ha fatto la sua prima apparizione pubblica in campagna elettorale il 14 gennaio 2012, al forum dei candidati democratici a Tracy presso l'Holiday Inn Express & Suites.
Nel marzo 2012, Bell, McAndrews & Hiltachk, uno studio legale con collegamenti al Partito repubblicano della California, ha citato in giudizio la Corte Suprema della contea di Sacramento per impedire a Hernández di descriversi come un "astronauta/scienziato/ingegnere" al ballottaggio di giugno. La causa affermava che "quello di astronauta non è un titolo che si porta per tutta la vita"; il codice elettorale richiede che la descrizione sia accurata per l'anno solare precedente. "Consentire a un candidato di utilizzare la professione di 'astronauta' quando non ha prestato servizio in quella professione di recente è come consentire a qualcuno di utilizzare il titolo di 'marinaio' quando non possiede o gestisce più una nave", ha affermato Jennifer Kerns, del partito repubblicano della California. Il 29 marzo, un giudice della Corte Suprema della contea di Sacramento ha stabilito che Hernández poteva essere descritto come un astronauta nelle elezioni primarie del 5 giugno.
Durante la campagna elettorale, Hernández è stato criticato per aver imposto dall'IRS un privilegio fiscale personale del 2010 e pagato nel 2012. Hernández ha attaccato il suo avversario, Denham, per i suoi privilegi fiscali imposti contro la sua attività nel 2003 e pagati nel 2003.
Hernández ha ricevuto l'appoggio del Partito democratico ed è stato selezionato come uno dei Dean Dozen sostenuti nel 2012. Nel novembre 2012, Hernández ha perso contro il deputato in carica, Jeff Denham, nella Elezioni generali per il nuovo 10º distretto della California. Hernández è arrivato alle urne con il 46% dei voti.
La maggior parte dei fondi per la campagna elettorale di Hernández provenivano dall'esterno del suo distretto e molte donazioni provenivano da comitati di azione politica di sinistra e sindacati dei dipendenti pubblici. Parlando della sua raccolta fondi Hernández ha detto: "non ci sono gruppi di interesse particolari che torneranno e diranno che devo votare per qualcosa. Non credo che mi influenzeranno nel prendere decisioni su ciò che è meglio per il mio distretto." Hernández ha detto che non ritiene che le organizzazioni come i sindacati degli insegnanti siano gruppi di interesse particolari.
Dalla sua sconfitta nel 2012, Hernández ha rilasciato numerose dichiarazioni pubbliche riguardo a potenziali campagne future. Nel marzo 2016, Hernández ha dichiarato: "Mi sono candidato al Congresso nel 2012 ma ho perso in una gara combattuta. Ora sto pensando di tornare, forse nel 2018".
Hernández ha presentato documenti per sfidare il rappresentante democratico in carica Josh Harder alle elezioni della Camera dei rappresentanti degli Stati Uniti del 2022, ma alla fine non si è candidato.

## Visione politica

### Immigrazione
Hernandez ha fatto notizia subito dopo il suo ritorno sulla Terra a seguito dei commenti fatti alla televisione messicana in cui sosteneva che gli Stati Uniti dovessero legalizzare gli immigrati privi di documenti. Non è favorevole a un programma per lavoratori ospiti o a un programma di identificazione sicura.

### Politica fiscale
Hernández ha sostenuto la Proposition 30 della California, una misura elettorale proposta dal governatore Jerry Brown per aumentare le imposte sul reddito su coloro che guadagnano più di 250.000 dollari e aumentare l'aliquota dell'imposta sulle vendite di un quarto di centesimo per tutti. Per equilibrare il bilancio federale, secondo Hernández, è necessaria una combinazione di aumenti delle tasse e tagli al bilancio.

## Vita privata

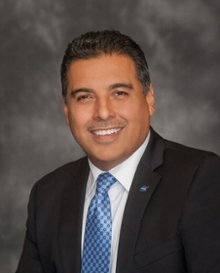
Hernández nel 2021

Hernández e sua moglie Adela hanno cinque figli: Julio, Karina, Vanessa, Marisol e Antonio. Per diversi anni, sua moglie ha gestito un ristorante messicano appena fuori dai cancelli del Johnson Space Center, chiamato Tierra Luna Grill. Hernández possiede un vigneto di 20 ettari vicino Lodi in California, ed a partire dal 2021 ha iniziato ad imbottigliare vino con l'etichetta Tierra Luna Cellars.

## Premi e riconoscimenti
- Graduate Engineering Minority Fellow (GEM) (1985)
- Hispanic Engineer National Achievement Award, "Outstanding Technical Contribution" (1995)
- Society of Mexican American Engineers and Scientists (MAES) "Medalla de Oro" destinatario di contributi professionali e comunitari (1999)
- U.S. Department of Energy "Eccellenza per le prestazioni eccezionali" (2000)
- NASA Premi di servizio (2002, 2003)
- Lawrence Livermore National Laboratory "Premio Ingegnere Eccezionale" (2001)
- Upward Bound National TRIO Achiever Award (2001)
- Eta Kappa Nu Electrical Engineering Honor Society member and awarded an honorary LL.D. degree from University of California at Santa Barbara (2006)
- La scuola media José Hernández Middle School, a San Jose (California), porta il suo nome[17]
- University of California, Santa Barbara 2015 Distinguished Alumnus[13]
- United States Hispanic Leadership Institute, 2016 National Hispanic Hero Award
- University of the Pacific 2019, Medaglia di Eccellenza per il servizio eccezionale reso presso la University of the Pacific, i suoi professori e la sua comunità.